# 66 Kaszubski Pułk Piechoty

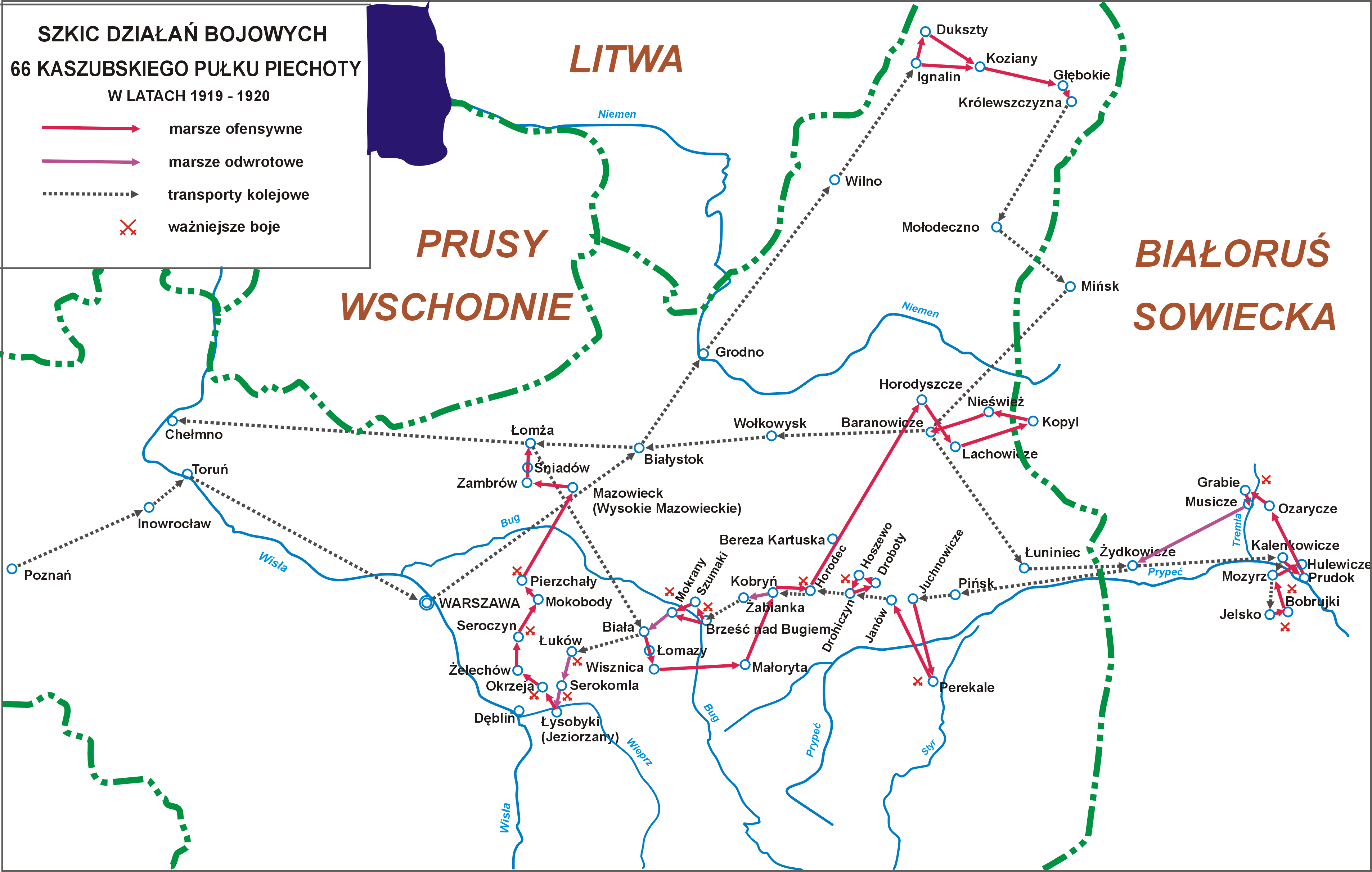
Szkic działań bojowych pułku w latach 1919-1920

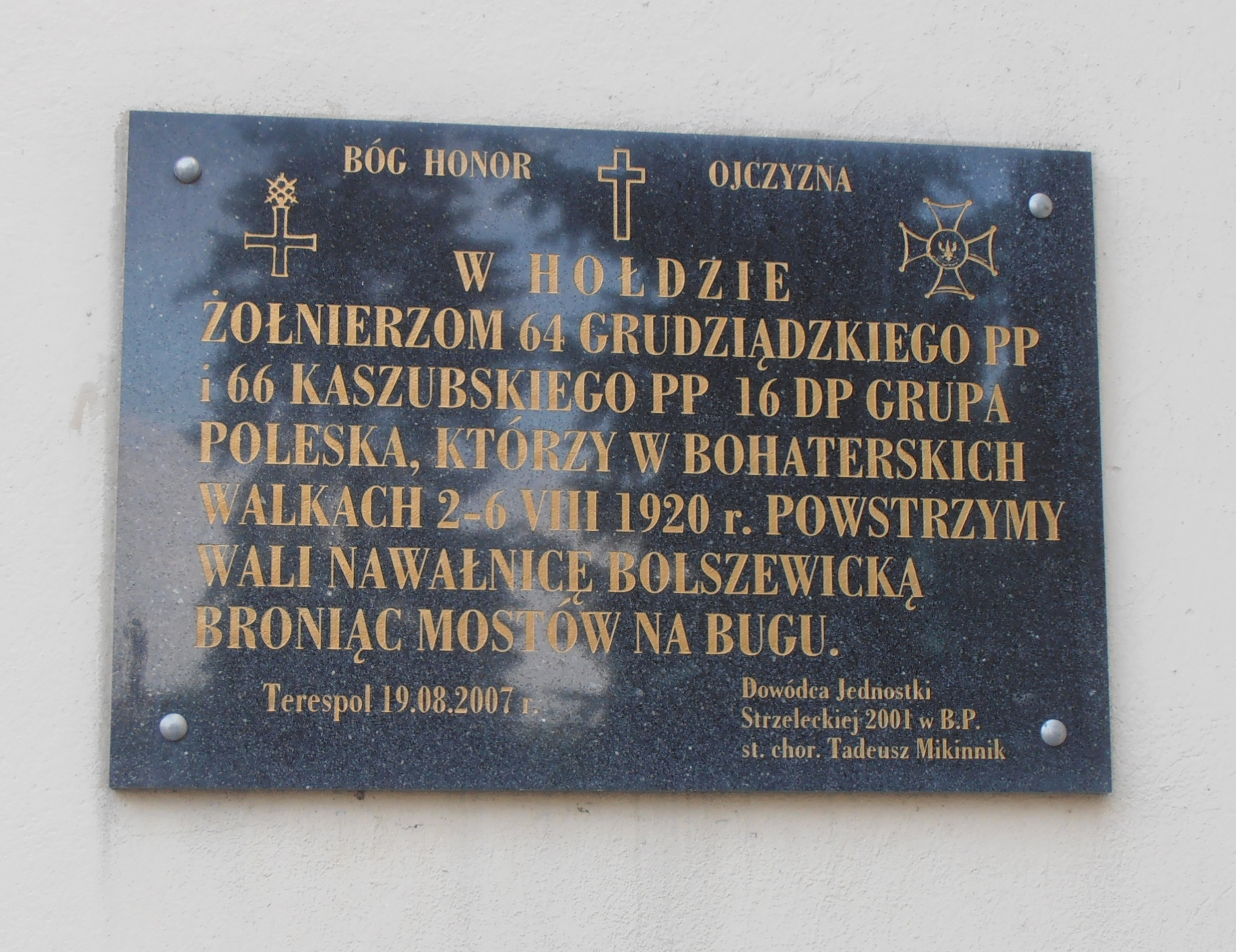
Tablica pamiątkowa w Terespolu

66 Kaszubski Pułk Piechoty im. Marszałka Józefa Piłsudskiego (66 pp) – oddział piechoty Wojska Polskiego II RP.

## Formowanie pułku
Na podstawie rozkazu dziennego Nr 30 dowódcy Dywizji Strzelców Pomorskich, płk. Stanisława Wilhelma Skrzyńskiego z dnia 8 października 1919, tydzień później, w garnizonie Poznań, w koszarach na Jeżycach, porucznik Leon Kowalski rozpoczął formowanie Kaszubskiego Pułku Strzelców Pomorskich. Organizacja jednostki zakończona została w maju następnego roku.
Tradycje pułku kultywowała 16 Pomorsko-Warmińska Brygada Zmechanizowana im. Hetmana Wielkiego Koronnego Stanisława Koniecpolskiego.

## Wojna polsko-bolszewicka
21 czerwca dwubatalionowy 66 pułk piechoty wszedł w skład grupy pułkownika Łuczyńskiego i obsadził w systemie dozorowym wzniesienia pod Bobrujkami na wschodnim brzegu Mytwy. Dowództwo pułku i batalion odwodowy oraz bateria 9 pułku artylerii polowej stanęły we wsi Saniuki. Na skrzydłach pułk graniczył odpowiednio: na północy z 34 pułkiem piechoty rozwiniętym w Kustownicy, na południu z 22 pułkiem piechoty ze stanowiskiem dowodzenia w Dobryniu.
25 czerwca stanowiska na wzgórzach obsadził II batalion ppor. Marcina Kamińskiego, liczący 218 żołnierzy i  posiadający na wyposażeniu 7 ckm-ów. Trzy kompanie: 5. sierżanta Kohnke, 7. podporucznika Badziąga i 8. chorążego Jana Hirsza rozmieszczono w okopach, a 6 kompania podporucznika Barga zajęła stanowiska przy drodze Saniki - Kustownica, z zadaniem osłony lewego skrzydła batalionu. Kompania karabinów maszynowych wydzieliła 4 ciężkie karabiny maszynowe do 8 kompanii i jeden do 5., pozostawiając dwa w odwodzie przy dowództwie batalionu w Bobrujkach.
Wysłane patrole rozpoznawcze stwierdziły obecność silnych pododdziałów w wioskach Buda i Romanówka.
O świcie 26 czerwca na pozycje II batalionu uderzyła tyraliera sowieckiego 216 pułku strzelców. W jego drugim rzucie maszerowały, prowadzone przez jadących konno dowódców i komisarzy, kolejne bataliony 216 ps.
Nawała ogniowa polskiego pułku zadała Sowietom duże straty, ale mimo to na odcinku 5 kompanii dopiero w walce „na granaty” odparto przeciwnika. Kolejne ataki czerwonoarmistów spowodowały, że polska 5 i 6 kompania walczyły w okopach „na bagnety”. W załamaniu kolejnego natarcia pomogły ckm-y 8 kompanii.
W efekcie Sowieci wycofali się w nieładzie. W kolejnym ataku nieprzyjaciel zmienił taktykę. Prowadził go w sześciu liniach tyralier, a piechotę wspierała artyleria. Zażarte walki trwały do 16.00. Dopiero wejście do walki odwodowego I/66 pułku piechoty  zmusiło sowiecki 216 ps do odwrotu.
Od tego czasu pułk był kierowany na najtrudniejsze odcinki frontu. Kaszubi toczyli ważne boje nad rzeką Tremlą i Rzeczycą. Otoczony przez wroga pułk, na torze kolejowym Kobryń – Żabinka, musiał dalszą drogę torować sobie bagnetem. Później kaszubi bili się w obszarze Brześcia nad Bugiem. Szczególnie zacięte były walki o Mokrany Stare i Nowe. W bitwie nad Wisłą pułk osłaniał tylko przemarsz 16 Dywizji Piechoty. 16 sierpnia 1920 roku przekroczono rzekę Wieprz. 24 sierpnia pułk dotarł do Łomży, a stąd do Kobrynia, aż, w końcu 14 września rozpoczął walki o Horodec. Był to najkrwawszy, najcięższy i ostatni bój kaszubów w tej wojnie. Horodec został zdobyty 24 września 1920 roku.

### Mapy walk pułku w 1920

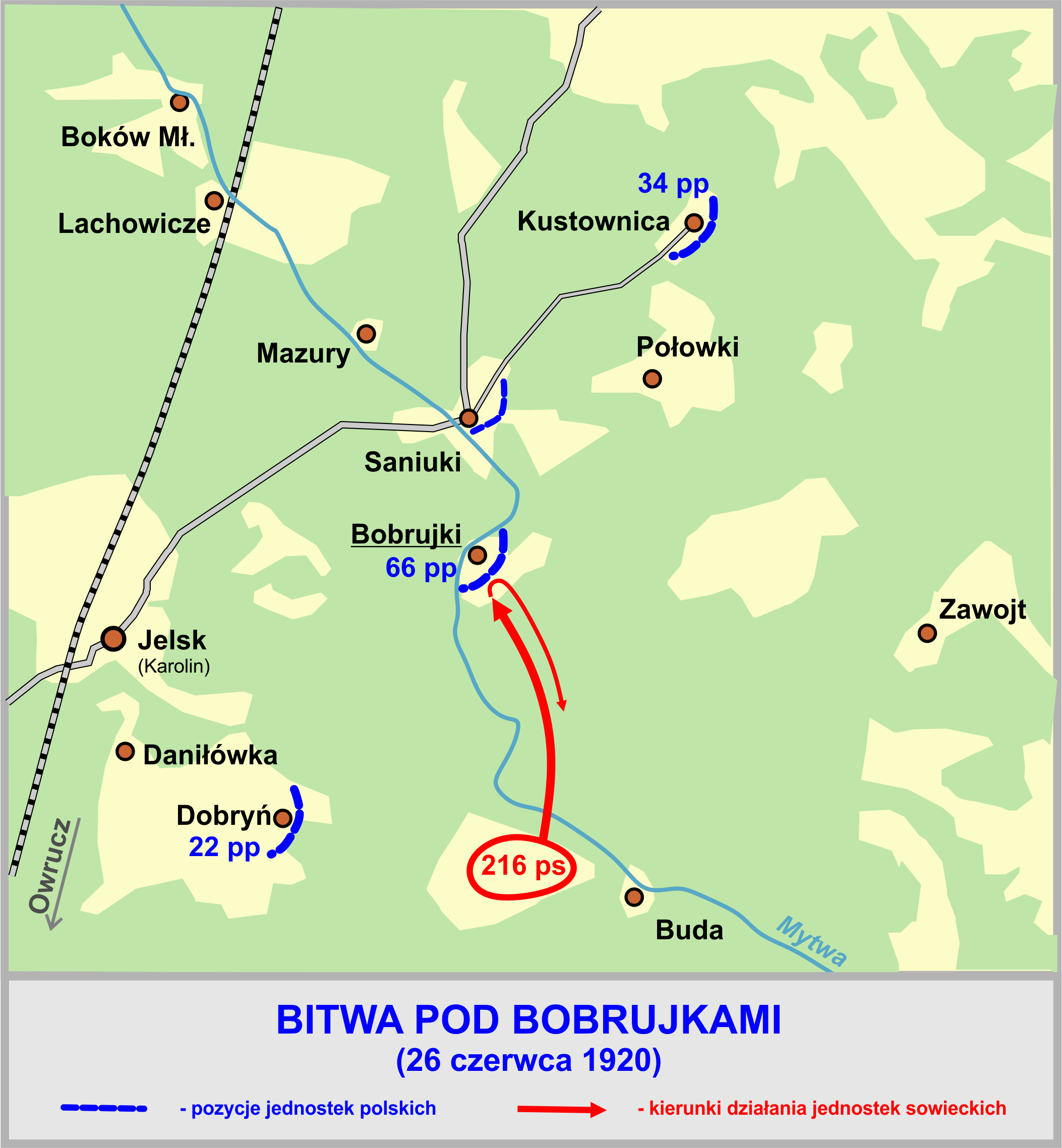
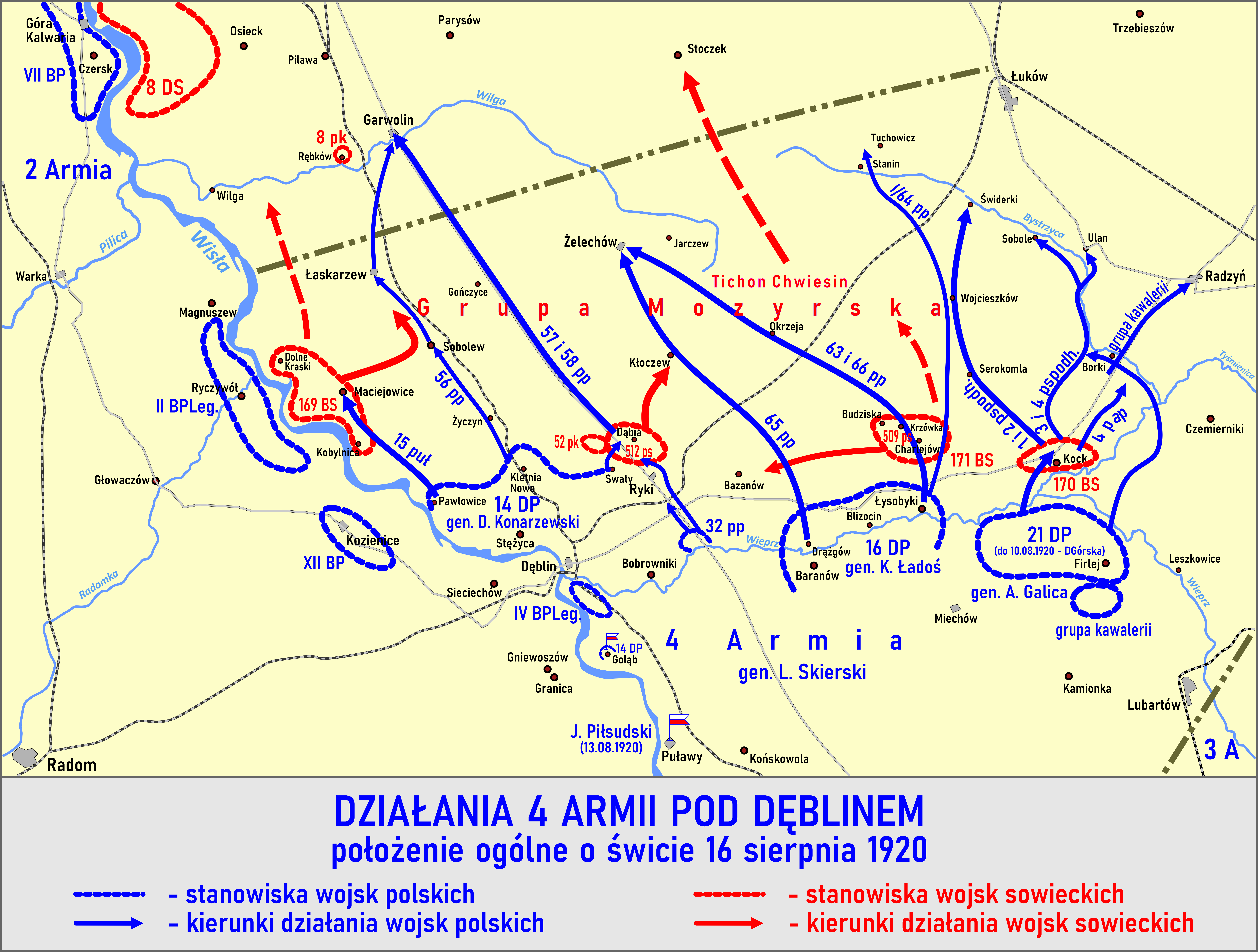
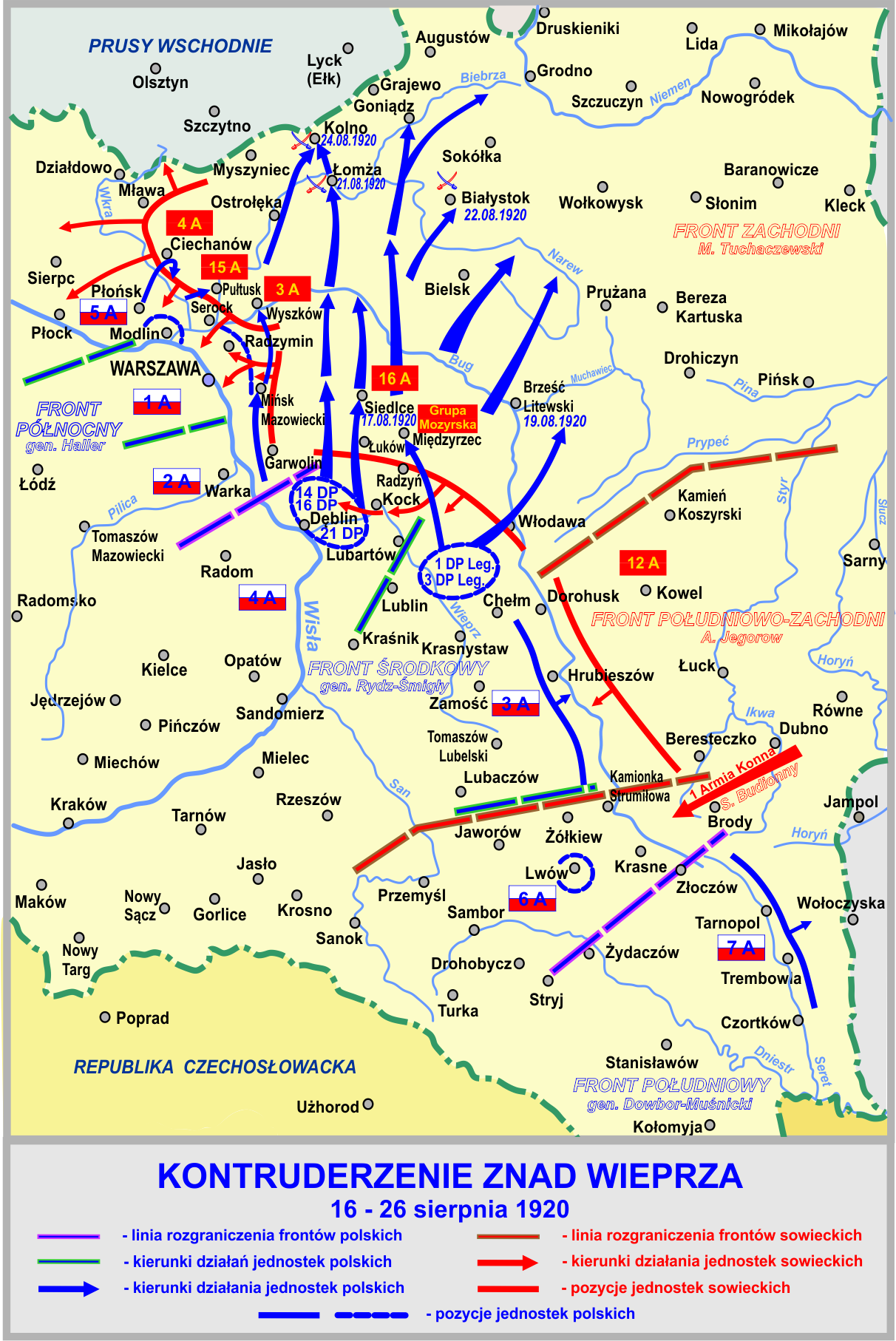
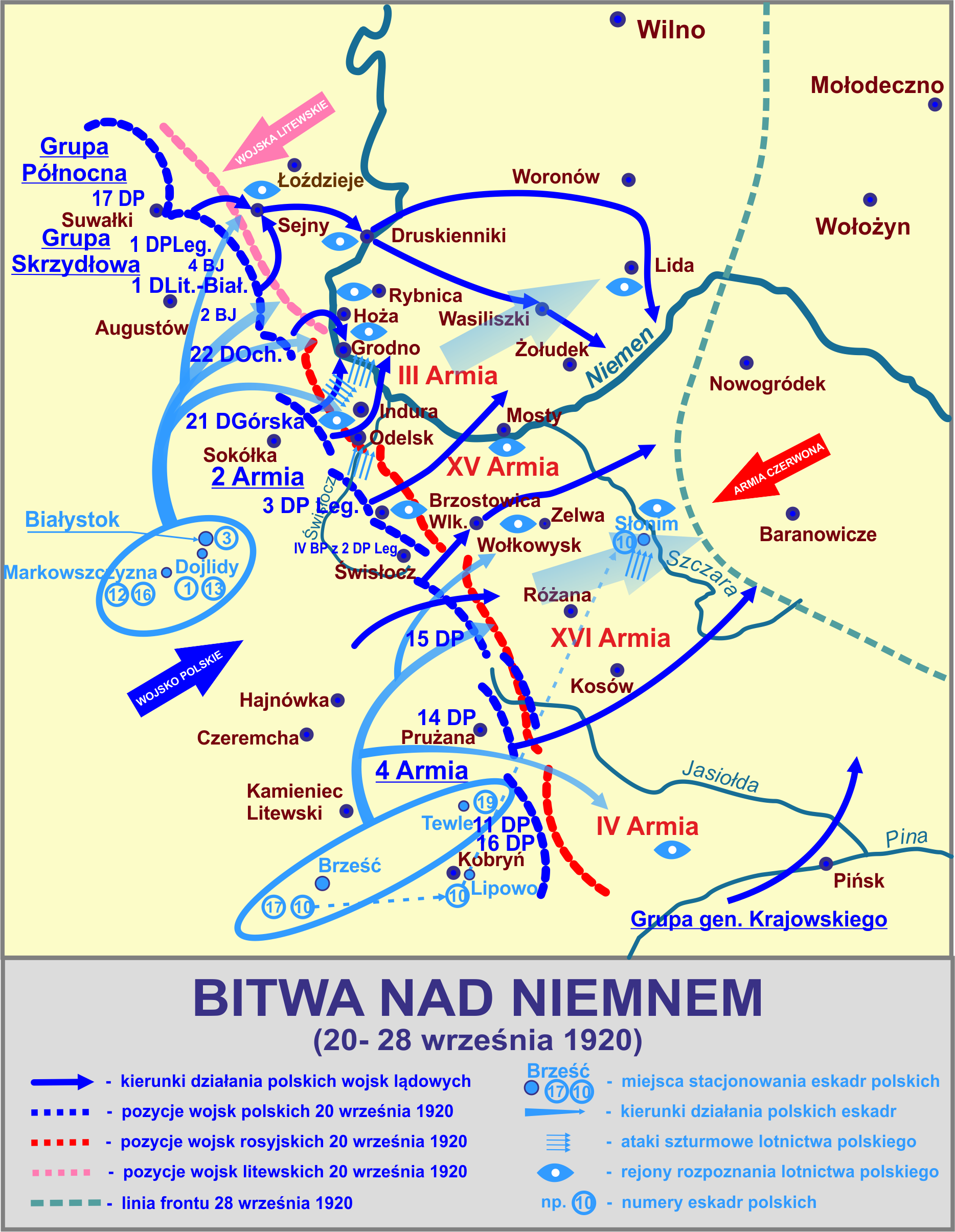
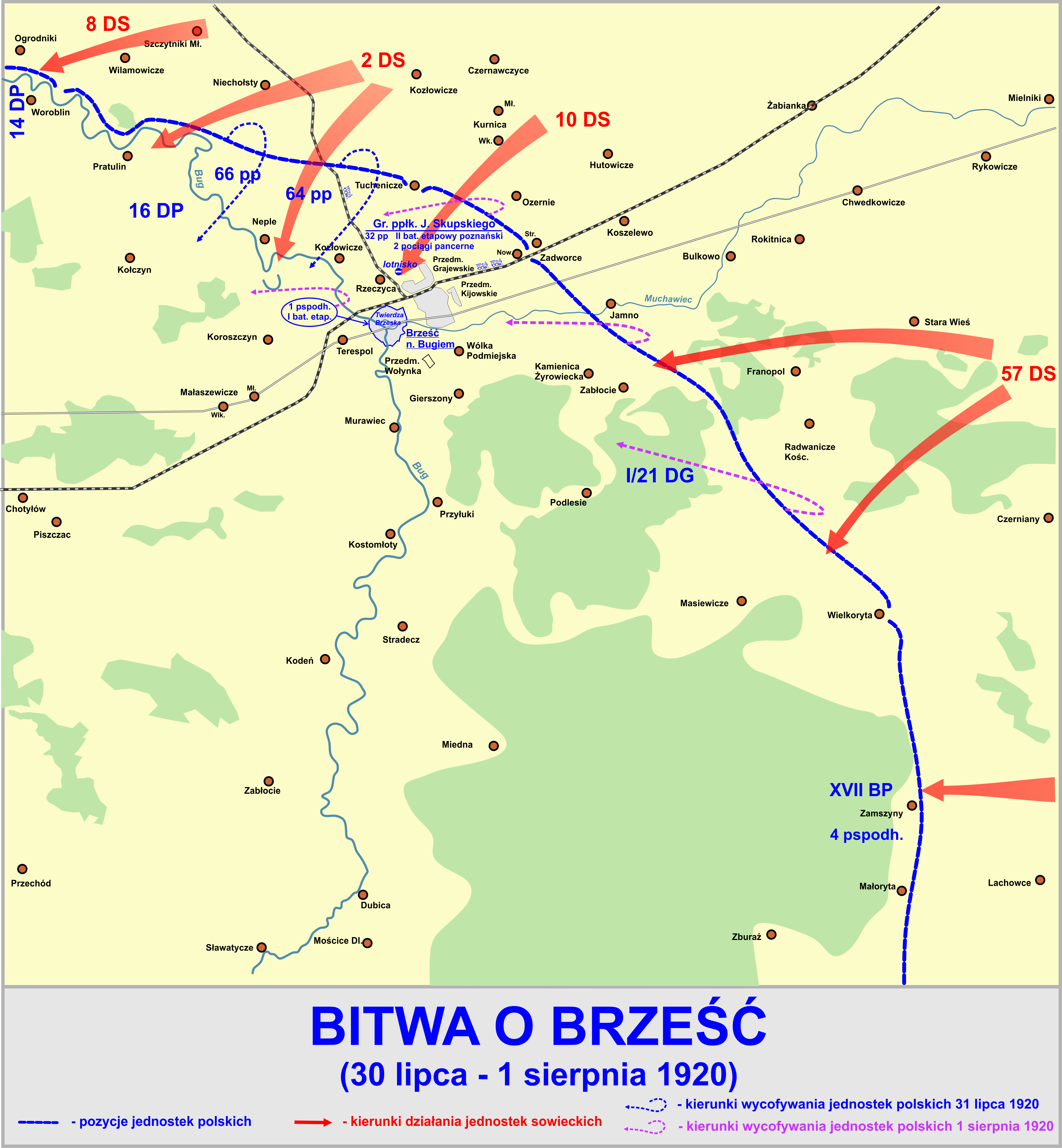
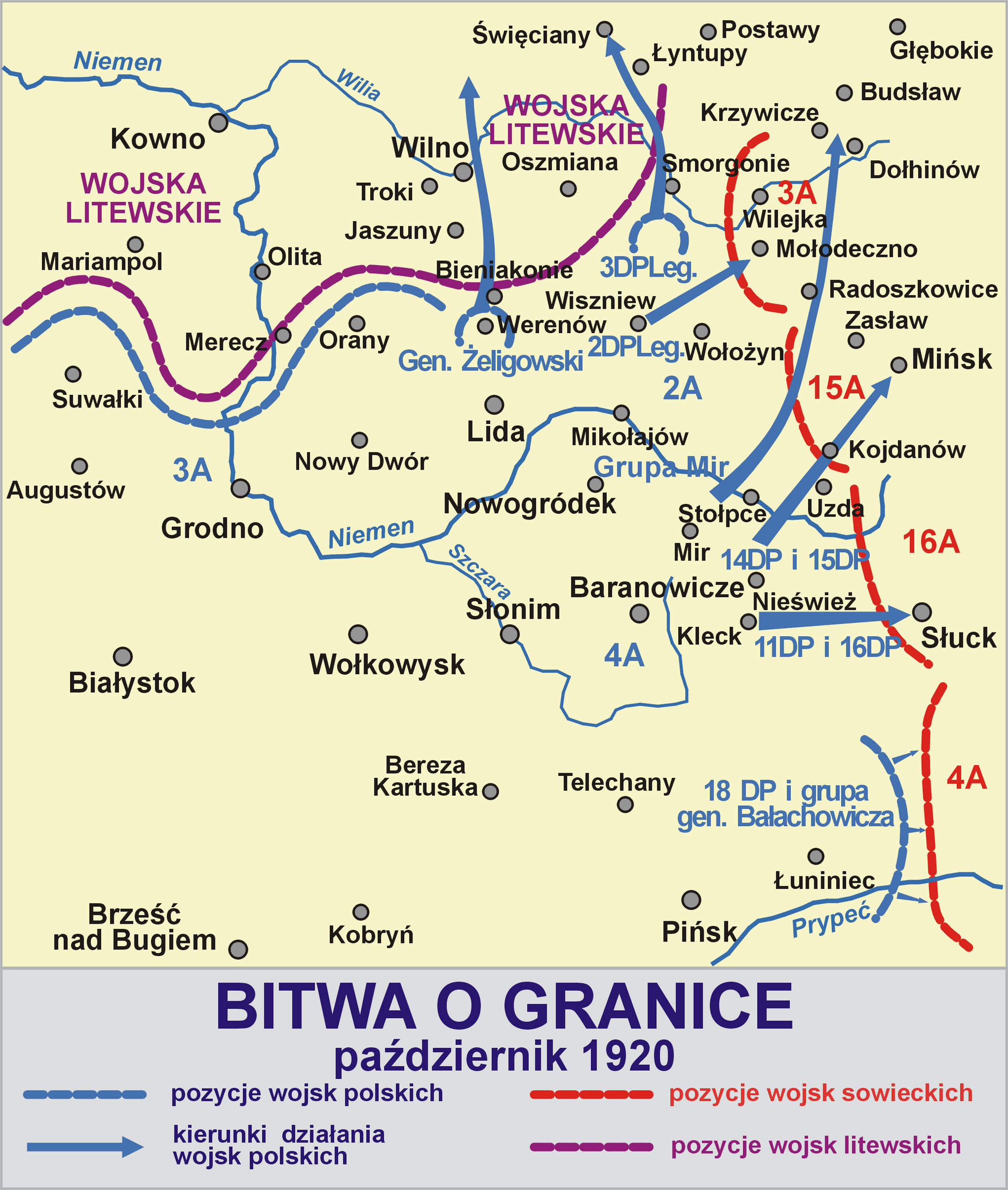

### Kawalerowie Virtuti Militari
| Żołnierze pułku odznaczeni Krzyżem Srebrnym Orderu Wojskowego Virtuti Militari | Żołnierze pułku odznaczeni Krzyżem Srebrnym Orderu Wojskowego Virtuti Militari | Żołnierze pułku odznaczeni Krzyżem Srebrnym Orderu Wojskowego Virtuti Militari |
| ------------------------------------------------------------------------------ | ------------------------------------------------------------------------------ | ------------------------------------------------------------------------------ |
| plut. Bierzk Teofil                                                            | plut. Bączyński Jan                                                            | ppor. Elsner Piotr                                                             |
| sierż. Formela Leon                                                            | ppor. Jan Hirsz                                                                | ppłk Czesław Jarnuszkiewicz                                                    |
| kpt. Marcin Kamiński                                                           | por. Józef Kamiński                                                            | sierż. Kamiński Leonard                                                        |
| strz. Władysław Kaliszewski                                                    | por. Lucjan Józef Kępiński                                                     | kpr. Kiedrowski Jan                                                            |
| st. strz. Landowski Jan                                                        | kpr. Lizakowski Jan                                                            | ppor. Stefan Łukowicz                                                          |
| sierż. Łukowicz Teodor                                                         | kpr. Pawłowski Władysław                                                       | sierż. szt. Piechowski Franciszek                                              |
| san. Przepiórka Bolesław                                                       | ppor. Marian Podwysocki                                                        | ppor. Józef Raś                                                                |
| ppor. Henryk Reszelski                                                         | kpt. Konstanty Rojek                                                           | strz. Józef Rybak                                                              |
| st. strz. Jakub Strzelka nr 252                                                | kpr. Leon Wierzba                                                              | ppor. Konrad Żelazny                                                           |
| plut. Wiktor Żywicki                                                           |                                                                                |                                                                                |

## Pułk w okresie pokoju

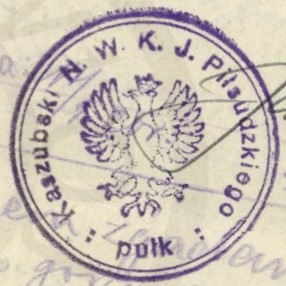
Pieczęć pułku z 1920

Po zakończeniu wojny z bolszewikami pułk dyslokowany został z Nieświeża do pokojowego garnizonu Chełmno, w którym stacjonował do 1939. Był w składzie 16 Pomorskiej Dywizji Piechoty.
19 maja 1927 roku Minister Spraw Wojskowych marszałek Polski Józef Piłsudski ustalił i zatwierdził dzień 15 października, jako datę święta pułkowego. 17 lutego 1928 roku Minister Spraw Wojskowych marszałek Polski Józef Piłsudski przesunął datę święta pułkowego 66 pp z dnia 15 października na 26 czerwca.
Na podstawie rozkazu wykonawczego Ministerstwa Spraw Wojskowych do Departamentu Piechoty o wprowadzeniu organizacji piechoty na stopie pokojowej PS 10-50 z 1930 roku, w Wojsku Polskim wprowadzono trzy typy pułków piechoty. 66 pułk piechoty zaliczony został do typu I pułków piechoty (tzw. „normalnych”). W każdym roku otrzymywał około 610 rekrutów. Stan osobowy pułku wynosił 56 oficerów oraz 1500 podoficerów i szeregowców. W okresie zimowym posiadał batalion starszego rocznika, batalion szkolny i skadrowany, w okresie letnim zaś batalion starszego rocznika i dwa bataliony poborowych.
26 czerwca 1935 Minister Spraw Wojskowych „w celu uczczenia i utrwalenia pamięci Marszałka Józefa Piłsudskiego w pułkach: 1 szwoleżerów, 41 i 66 piechoty, których Szefem był Zmarły Marszałek oraz dla Korpusu Kadetów Nr 1, który w tytule swoim nosi Nazwisko Marszałka Piłsudskiego - ustanowił stałą oznakę żałobną”. Oznakę stanowiła czarna obwódka, średnicy 3 mm, złożona z podwójnego czarnego sznura - jedwabnego u oficerów i podoficerów zawodowych, a bawełnianego u szeregowców i kadetów – przyszyta do krawędzi lewego naramiennika kurtki i płaszcza, i noszona stale w służbie i poza służbą do wszystkich rodzajów ubioru wojskowego (zob. Kult Józefa Piłsudskiego).
| Obsada personalna i struktura organizacyjna w marcu 1939 | Obsada personalna i struktura organizacyjna w marcu 1939 |
| -------------------------------------------------------- | -------------------------------------------------------- |
| dowódca pułku                                            | płk Stefan III Michalski                                 |
| I z-ca dowódcy                                           | vacat                                                    |
| adiutant                                                 | por. Józef Załoga                                        |
| starszy lekarz                                           | mjr dr Jan Durko                                         |
| młodszy lekarz                                           | vacat                                                    |
| II z-ca dowódcy (kwatermistrz)                           | mjr Tadeusz Stanisław Gontarski                          |
| oficer mobilizacyjny                                     | kpt. Jan IV Pawłowski                                    |
| zastępca oficera mobilizacyjnego                         | por. Jan Kazimierz Szymulski                             |
| oficer administracyjno-materiałowy                       | kpt. Władysław II Stefanowicz                            |
| oficer gospodarczy                                       | por. int. Józef Wójcik                                   |
| oficer żywnościowy                                       | por. Jan Sieroń                                          |
| oficer taborowy                                          | kpt. tab. Władysław Rygiel                               |
| oficer placu Chełmno                                     | kpt. adm. (piech.) Orest Białous                         |
| kapelmistrz                                              | vacat                                                    |
| dowódca plutonu łączności                                | kpt. Stanisław Markowski                                 |
| dowódca plutonu pionierów                                | por. Tadeusz Adam König                                  |
| dowódca plutonu artylerii piechoty                       | por. art. Paulin Ignatowicz                              |
| dowódca plutonu ppanc.                                   | por. Albin Jan Witkowski                                 |
| dowódca oddziału zwiadu                                  | por. Bolesław Stanisław Tkaczyk                          |
| I batalion                                               |                                                          |
| dowódca batalionu                                        | mjr Andrzej Burnatowski                                  |
| dowódca 1 kompanii                                       | kpt. Kazimierz Bolesław Stanek                           |
| dowódca plutonu                                          | por. Stefan Majewski                                     |
| dowódca plutonu                                          | ppor. Edward Daroń                                       |
| dowódca 2 kompanii                                       | kpt. Aleksander Buziuk                                   |
| dowódca plutonu                                          | por. Jan Momola                                          |
| dowódca plutonu                                          | ppor. Wincenty Tadeusz Gruszczyński                      |
| dowódca plutonu                                          | ppor. Bolesław Bronisław Rusinowski                      |
| dowódca 3 kompanii                                       | mjr Mieczysław III Ostrowski                             |
| dowódca plutonu                                          | ppor. Franciszek Ksawery Skoczek                         |
| dowódca 1 kompanii km                                    | kpt. Zygmunt Kowalski                                    |
| dowódca plutonu                                          | por. Franciszek Szymczak                                 |
| dowódca plutonu                                          | ppor. Władysław Golik                                    |
| II batalion                                              |                                                          |
| dowódca batalionu                                        | mjr Marian Aleksander Jankowski                          |
| dowódca 4 kompanii                                       | kpt. Stanisław IX Zieliński                              |
| dowódca plutonu                                          |                                                          |
| dowódca 5 kompanii                                       | kpt. Władysław Wysocki                                   |
| dowódca plutonu                                          | ppor. Feliks Kaczor                                      |
| dowódca 6 kompanii                                       | por. Eugeniusz Rykowski                                  |
| dowódca 2 kompanii km                                    | kpt. Józef Szymon Jezierski                              |
| dowódca plutonu                                          | ppor. Tadeusz Stefan Rozbicki                            |
| III batalion                                             |                                                          |
| dowódca batalionu                                        | mjr Franciszek II Kwaśnik                                |
| dowódca 7 kompanii                                       | kpt. Bolesław Kluska                                     |
| dowódca plutonu                                          | ppor. Władysław Banaszkiewicz                            |
| dowódca plutonu                                          | ppor. Henryk Malec                                       |
| dowódca plutonu                                          | ppor. Rudolf Krótki                                      |
| dowódca 9 kompanii                                       | kpt. Antoni I Kowalewski                                 |
| dowódca plutonu                                          | por. Tadeusz Stanisław Nowakowski                        |
| dowódca 3 kompanii km                                    | kpt. Julian Tarnawski                                    |
| dowódca plutonu                                          | ppor. Paweł Pintscher                                    |
| na kursie                                                | por. Jan Józef Pleń                                      |
| na kursie                                                | ppor. Włodzimierz Kolanowski                             |
| Dywizyjny Kurs Dla Podoficerów Nadterminowych 5 DP       |                                                          |
| dowódca                                                  | kpt. Stefan Wacław Hilary Leontowicz                     |
| dowódca                                                  | plutonu por. Leon Brunon Flieger                         |
| 66 obwód przysposobienia wojskowego „Chełmno”            |                                                          |
| kmdt obwodowy PW                                         | kpt. adm. (piech.) Stanisław I Borowski                  |
| kmdt powiatowy PW Chełmno                                | por. kontr. piech. Leon Mondzielewski                    |
| kmdt powiatowy PW Świecie                                | ppor. kontr. piech. Jan Grochowski                       |

## 66 pp w kampanii wrześniowej

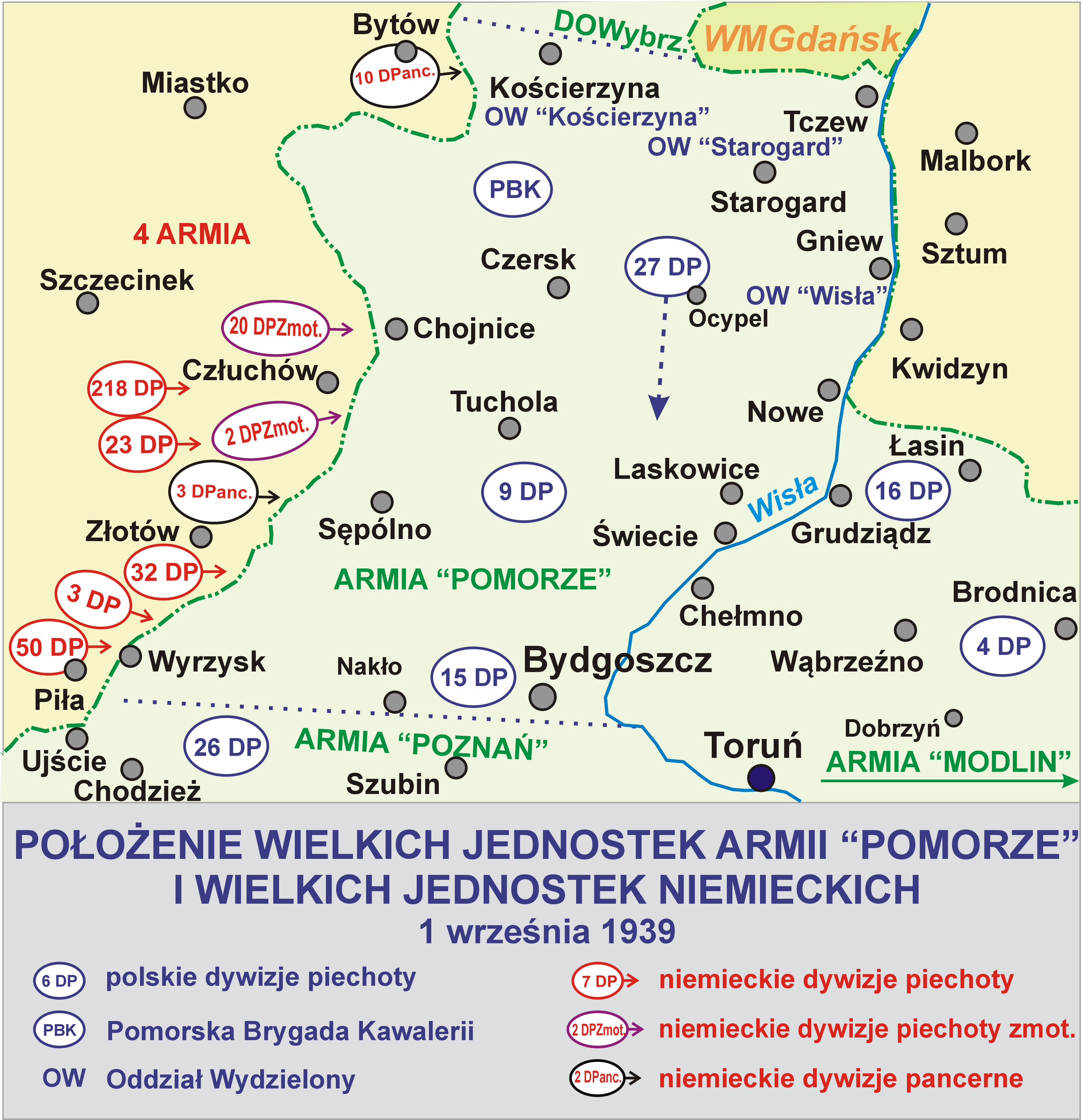
Pułk walczył w składzie 16 DP

### Mobilizacja
W dniu 24 sierpnia 1939 w garnizonie Chełmno, w ramach mobilizacji alarmowej, w grupie niebieskiej zostały zmobilizowane:
- 66 Kaszubski pułk piechoty, w składzie etatowy i organizacji wojennej, w czasie od A+18 do A+36,
- samodzielna kompania karabinów maszynowych i broni towarzyszącej nr 83, w czasie A+40,
- dwie kolumny taborowe nr 818 i nr 819, w czasie A+42,
- park intendentury typ I nr 803, w czasie A+46
- dowództwo 209 pułku piechoty z organami kwatermistrzowskimi, z kompletnymi kompaniami i plutonami pozabatalionowymi (bez plutonu artylerii piechoty), w czasie A+44[16].

Mobilizacja pułku przebiegła sprawnie, wyposażenie i uzbrojenie kompletne zgodnie z etatami. 

### Działania bojowe
Od 13 sierpnia 1939 I batalion 66 pułku piechoty wykonywał prace związane z budową umocnień polowych nad rzeką Osą, na odcinku pomiędzy miejscowością Orle i jeziorem Salno. Był to teren, gdzie w przyszłości miał prowadzić obronę 66 pp w składzie macierzystej 16 Pomorskiej Dywizji Piechoty, podporządkowanej dowódcy  Grupy Operacyjnej "Wschód" gen. bryg. Mikołaja Bołtucia. W nocy 24/25 sierpnia na pozycje w rejonie Dwór Orle wymaszerował I batalion pułku, 26 sierpnia wymaszerowała pozostała część pułku w kierunku Mełna i Gruty. 28-29 sierpnia załadowano do transportów kolejowych Oddział Zbierania Nadwyżek 66 pp, który wyjechał do Radomia, do miejsca stacjonowania Ośrodka Zapasowego 16 DP. W kampanii wrześniowej 1939 roku pułk walczył w składzie macierzystej 16 Pomorskiej Dywizji Piechoty (Armia „Pomorze”). 31 sierpnia 1939 I batalion 66 pp zajął stanowiska bojowe na południowym brzegu rzeki Osa na odcinku od wsi Dąbrówka Królewska do wsi Peterhof. Reszta 66 pp stacjonująca w rejonie Mełna i stacji kolejowej Mełno stanowiła odwód dowódcy 16 DP z przeznaczeniem do wsparcia obrony na odcinku "Gruta".                           

#### Bitwa nad Osą
1 września 1939 o godz.8.00 placówki I batalionu na północnym brzegu Osy nawiązały kontakt ogniowy z niemiecką piechotą, która przekroczyła granicę. O godz. 10.00 na rozkaz mjr. Andrzeja Burnatowskiego zostały wycofane z przedpola na główną pozycję obrony batalionu I/66 pp. Pozycje batalionu znajdowały się pod ostrzałem niemieckiej artylerii od chwili rozpoczęcia wojny. 2 i 3 kompanie strzeleckie na swoich odcinkach odparły natarcie niemieckiej piechoty. Po odparciu natarcia wzmógł się ostrzał artylerii niemieckiej, w wyniku czego poległo 10 żołnierzy, a kilkunastu zostało rannych, wśród nich dowódca batalionu mjr Andrzej Burantowski. Dowództwo objął kpt. Zygmunt Kowalski. W godzinach popołudniowych grupa kilkudziesięciu niemieckich czołgów z batalionu I/10 pułku czołgów przekroczyła Osę i uderzyła na odcinku 3 kompanii strzeleckiej. Po unieruchomieniu kilku z nich, zatrzymano natarcie niemieckie. Przy silnym wsparciu artylerii ponowne niemieckie natarcie piechoty od czoła i czołgów od północnego zachodu na I batalion uzyskało powodzenie i wyparło na linię jezior. Zarządzony kontratak całego 66 pp ok. godz.18.00, doprowadził do częściowego odzyskania utraconego terenu, lecz nie zdołano odzyskać poprzednich pozycji I/66pp. W nocy nastąpiło przegrupowanie pułku, na odcinek Dąbrówka Królewska, dwór Annowo, wzg.107, którego bronił 66 pp płk. Stefana Michalskiego w składzie; pododdziały pułkowe i ponadto bataliony II/66 pp, I/65 pułku piechoty i III/64 pułku piechoty, wspierane przez dywizjon II/16 pułku artylerii lekkiej.  Na odcinku "Gruta" płk. Zygmunta Bohusza-Szyszki 64 pp (bez batalionu) oraz III/66 pp w drugim rzucie I/66 pp. Rano bataliony i pułki 16 DP ze wsparciem 14 pułku piechoty 4 Dywizji Piechoty, miały wykonać natarcie celem, odzyskania utraconych dnia poprzedniego pozycji. O godz.8.00 z bardzo silnym wsparciem artyleryjskim i z czołgami niemieckie pułki piechoty 45 i 356 ze składu 21 i 228 DP wykonały wyprzedzające uderzenie na 16 DP. W ciężkich walkach spychając 66 pp i 64 pp ze stanowisk obronnych do godz.14.00 na linię toru kolejowego Grudziądz-Brodnica. Następnie pomimo wprowadzenia do walki 14 pp w walkach wieczornych i nocnych oddziały niemieckie dotarły do rubieży Okonin-Mełno. Wszystkie bataliony 66 pp pomimo spychania z bronionych pozycji, dokonywały kontrataków i odrzucały piechotę niemiecką, lecz przy znacznej przewadze artylerii niemieckiej, poniósł ciężkie straty osobowe i w broni i sprzęcie, w tym utraciły 3 armaty ppanc. Straty osobowe uzupełniono w nocy 2/3 września z batalionu marszowego 66 pp. Ciężko ranny między innymi został, por. Eugeniusz Rykowski oraz wielu poległo i zostało rannych. 3 września o świcie 66 pp na rozkaz przełożonych wycofał się wraz z macierzystą dywizją do rejonu Radzynia Chełmińskiego jako odwód GO "Wschód". Pododdziały pułku były atakowane przez lotnictwo niemieckie. Po odpoczynku i uporządkowaniu, o zmierzchu pułk podjął marsz odwrotowy w kierunku miejscowości Wąbrzeźno i Jaworze. W trakcie wycofywania poległ pod Jarantowicami kpt. Aleksander Baziuk. Rano 4 września pułk wraz z dywizją zajął obronę przejściową w rejonie Wąbrzeźna, wypoczywał uzupełniał broń i amunicję, porządkował pododdziały do 5 września.                           

#### Odwrót
Wieczorem 5 września podjął marsz odwrotowy nad Drwęcę w kierunku Golub-Dobrzyń przez Łążyn do lasów nad Wisłą w rejonie leśniczówki Silno. Po postoju w tym rejonie, 6 września podążył prawym brzegiem Wisły przez Bobrowniki na Włocławek, w trakcie marszu w rejonie Bobrowniki był ostrzelany przez niemieckich dywersantów. 7 września pułk odpoczywał w lasach w pobliżu Bobrowników, a 8 września przekroczył Wisłę po moście we Włocławku. Do końca tego dnia odpoczywał w lasach na południowy wschód od Włocławka. Wieczorem 8 września pułk podjął marsz w kierunku Gostynina, w trakcie postoju i marszu do "Kaszubów" z 66 pułku dołączyło ok. 100 żołnierzy z rozbitych oddziałów i zagubionych. 9 września pułk przebywał na postoju ubezpieczonym w cukrowni w Gostyninie. W nocy 9/10 września maszerował wraz z dywizjonem II/16 pal, szosą kutnowską z Gostynina, w rejon na północ od leśniczówki Listca. Zatrzymał się na postój ubezpieczony na północ od wsi Oporów.                           

#### Udział w bitwie nad Bzurą
10 września wieczorem 66 pp w ugrupowaniu bojowym z dywizjonem I/16 pal, jako czołowy oddział 16 DP maszerował, przez Żychlin szosą Kutno-Łowicz, na Zduny Kościelne, Strugienice. Jako straż przednia poruszał się I batalion. Marsz pułku był obserwowany przez niemieckie lotnictwo, atakowano z powietrza głównie tabory i uchodźców cywilnych którzy byli łatwym celem. 11 września do natarcia w kierunku Łowicza wyruszyły 64 i 65 pułki piechoty. 66 pp z II/16 pal był w odwodzie dywizji początkowo w rejonie Zduny, Strużenice, a później w rejonie Szymanowice, Małaszyce. O zmroku 12 września został wysłany I batalion pod dowództwem kpt. Stefana Leontowicza (objął dowództwo po rannym pod Jackowicami kpt. Zygmuncie Kowalskim), do natarcia na Łowicz od strony zachodniej. W ślad za zgrupowaniem uderzeniowym 16 DP (64 i 65 pp) po zdobyciu Łowicza i wykonaniu krótkiego pościgu za wrogiem, na południowy brzeg Bzury przeszedł odwodowy 66 pp. Zgodnie z rozkazem dowódcy Armii „Pomorze” gen dyw. Władysława Bortnowskiego, nocą 12/13 września cała 16 DP przeszła na północny brzeg Bzury. 66 pp zajął obronę na odcinku od Łowicza do Zabostowa. Ok godz. 10.00 14 września pułk odparł kilka niemieckich prób forsowania Bzury. Następnie ok. godz.12.00 sam przystąpił do natarcia poprzez rzekę mając w I rzucie I i II bataliony nacierał w kierunku na Janowice. W II rzucie był III batalion, natarcie 66 pp wspierał dywizjon I/16 pal. Dzięki wsparciu artylerii wyparto niemiecki 54 pułk piechoty z rejonu Janowice, Mysłaków. Wzięto do niewoli wielu pozostawionych rannych żołnierzy niemieckich i nieco ciężkiej broni piechoty. W godzinach popołudniowych natarcie pułku zostało zatrzymane przez kontratak niemieckiego 51 pp ze składu niemieckiej 18 DP. Niemiecki kontratak ze wsparciem kilku dywizjonów artylerii zmusił batalion I/66 pp do cofnięcia się z Mysłakowa i Janowic. Wprowadzony do walki III/66 pp, na odcinku natarcia I/66 pp chwilowo zatrzymał niemieckie natarcie. W wyniku włączenia się do walki ponownie niemieckiego 54 pp, bataliony I/66 pp i III/66 pp zostały wyparte za Bzurę. Batalion II/66 pp utrzymał swój teren, zajmując do wieczora przyczółek od wsi Janowice, do lasu Janowice i brzegu Bzury. W walkach na południowym brzegu Bzury 66 pp poniósł ciężkie straty osobowe. Poległo wielu żołnierzy pułku między innymi por. Jan Szymulski, mjr Stanisław Deduchowski, kpt. Jan Markowski, por. Eugeniusz Rykowski, ppor. Paweł Pintcher. Z całego pułku pozostało ok. 1000 żołnierzy.                           
15 września w nocy dywizja zajęła obronę na północnym brzegu Bzury. Ok. godz. 10.00 piechota niemiecka przy silnym wsparciu artylerii uderzyła na obronę 66 pp i całej 16 DP. Wróg do osłony swojego natarcia użył ludności cywilnej z Łowicza i okolic. W trakcie niemieckiego natarcia, pędzona przed piechotą niemiecką ludność cywilna, poniosła ciężkie straty od ognia artylerii i broni maszynowej polskiej obrony. Część cywilów utonęła w Bzurze, pozostałych żołnierze niemieccy wykłuli bagnetami. Ataki niemieckie ponawiano do końca dnia, ze wsparciem dodatkowo lotnictwa niemieckiego. Stanowiska obronne utrzymano. 16 września 66 pp wraz z pozostałą częścią macierzystej dywizji bronił odcinka na kierunku Łowicza wraz z 64 pp, przed atakami niemieckiej 18 DP. Por. Leon Flieger na czele grupki ok. 20 żołnierzy dokonał wypadu na grupę niemieckich czołgów, niszcząc 3 z nich. Po zmroku 16 DP na rozkaz dowódcy armii wycofała się. 66 pp dotarł do miejscowości Czerniew, rano 17 września. Zajął I i II batalionem skraj lasu Czerniew, a III batalion pozostał w odwodzie w dworze Czerniew, pododdziały pułkowe i dowództwo w Kiernozi. Pułk był wspierany przez dywizjon I/16 pal. O godz. 10.00 na stanowiska pułku wyszło natarcie niemieckiej piechoty wspartej czołgami. Walka trwała do zmierzchu. Jako pierwszy szykujący się do odmarszu II/66 pp został zaatakowany przez pododdział czołgów z 2 pułku czołgów 1 Dywizji Pancernej, na zachód od Kiernozi przy drodze z Żychlina.  II batalion został rozbity ponosząc bardzo ciężkie straty w poległych i rannych, wśród nich kpt. Jan Pawłowski, w walce zniszczono co najmniej 2 czołgi, kilka uszkodzono. Pozostałe siły pułku walczyły na przemian z czołgami niemieckimi z 1 D Panc. i piechotą z 18 DP, były atakowane przez lotnictwo. 66 pp walczył na swoich stanowiskach do zmroku.                           
Następnie wycofywał się w kierunku Iłowa. Po zmroku podjął marsz, lecz wobec zatorów na wszystkich drogach zebranych taborów całej armii, odłączył się od macierzystej dywizji. Po przejściu Iłowa zgodnie z rozkazem płk. Zygmunta Bohusza-Szyszki, poprzez wieś Uderz dotarł do wsi Rokicina. Pozostałości 66 pp składające się z resztek I i III batalionów i części pododdziałów pułkowych, wieczorem podjęły próbę sforsowania Bzury w rejonie Kamiona. Natarcie resztek 66 pp liczących kilkuset żołnierzy oraz doraźnie zebranych i podporządkowanych dowództwu pułku grup z innych jednostek, dotarło do północnego brzegu Bzury. Sforsowano rzekę i pomimo ostrzału przez niemiecką artylerię, wyparto w walce niemiecką obsadę brzegu południowego. Część zgrupowania zdołała przebić się do skraju Puszczy Kampinoskiej. W trakcie boju żołnierze 66 pp ponieśli dalsze wysokie straty w poległych i rannych, wśród poległych znaleźli się: śmiertelnie ciężko ranny płk Stefan Michalski, mjr Franciszek Kwaśnik, por. Jan Momola, por. Jan Pleń i wielu innych strzelców, podoficerów i oficerów młodszych. 18 września był ostatnim dniem istnienia 66 Kaszubskiego pp, jako jednostki zorganizowanej. Pojedynczy żołnierze pułku lub małych grupkach, samodzielnie i po dołączeniu do innych jednostek przedzierali się przez Puszczę Kampinoską. Część z nich została w niej ranna, poległa lub dostali się do niewoli. Niewielu dotarło do Warszawy i walczyło w jej obronie do 28 września 1939.                          

### Walki oddziałów II rzutu mobilizacyjnego 66 pp
29 sierpnia 1939 wyjechał z Chełmna do Radomia Oddział Zbierania Nadwyżek 66 pp i wszedł tam w skład Ośrodka Zapasowego 16 DP. Nadwyżkami dowodził mjr Tadeusza Gontarski, w ich skład weszli żołnierze pozostali po mobilizacji alarmowej pododdziałów piechoty zmobilizowanych w Chełmnie, nadwyżki sprzętu, wyposażenia i broni. W dniu 30 sierpnia nadwyżki 66 pp znalazły się w Radomiu. Z uwagi na przełamanie obrony na styku Armii „Kraków“ i Armii „Łódź“, przez jednostki pancerno-motorowe ze składu niemieckiej 10 Armii, zaistniała nagła potrzeba przyspieszenia przygotowań do obrony Kielc i Radomia. W okresie od 1 do 3 września na rozkaz tworzącego Podgrupę „Radom“ ppłk. dypl. Bronisława Kowalczewskiego, ppłk Tadeusz Knopp zastępca dowódcy ośrodka, sformował improwizowany pułk piechoty pod swoim dowództwem. III batalion bojowy tego pułku zorganizowano z żołnierzy 66 pp, pod dowództwem mjr Tadeusza Gontarskiego. Batalion jak i cały pułk nie posiadał częściowo broni strzeleckiej, wyposażenia, hełmów. Natomiast umundurowanie było niekompletne lub starych wzorów, które przywieziono ze sobą lub pozyskano z magazynów 72 pułku piechoty w Radomiu. Brakowało kuchni polowych, taborów, środków łączności, żołnierze posiadali bieliznę starą, buty stare. 3 września pułk wymaszerował z Radomia do wsi pod Radomiem w kierunku lotniska.      
Pozostała część żołnierzy OZ 16 DP dla której nie wystarczyło broni i mundurów w liczbie ok. 1 000 pod dowództwem kpt. Zygmunta Sterza i por. Bolesława Firyna, nocą 6/7 września pomaszerowała pieszo do Kowla. 18 września pozostałość dotarła do Kowla, tam rozformowano OZ 16 DP, większość żołnierzy udała się w kierunku Bugu i po drodze dołączyła do SGO "Polesie".      
Staraniem ppłk. Bronisława Kowalczewskiego, wieczorem 3 września pułk otrzymał kbk wz. 29, była to broń nowa fabrycznie, przewieziona autobusami i ciężarówkami z Fabryki Karabinów i Zakładów Amunicyjnych. Przywiezione w skrzyniach kbk z produkcji bieżącej z bagnetami i amunicją, były zakonserwowane. Nie było do nich pasów nośnych, jak również żabek do bagnetów. Ponadto uzyskano dużą ilość granatów ręcznych również wprost z fabryki. Batalion 66 pp wraz z pułkiem został załadowany w 4 września o godz. 5-6.00 do wagonów kolejowych i przetransportowany do rejonu na północ od Skarżyska Kamiennego, gdzie przybył ok. godz.12.00. Po wyładowaniu schronił się do lasu z uwagi na bombardowanie Skarżyska. Następnie wyruszył marszem pieszym do lasu koło dworu Łączna, w pobliżu skrzyżowania szosy Kielce-Skarżysko Kamienna i drogi do Mniowa. Wcześniej ppłk Tadeusz Knopp z własnej inicjatywy nawiązał kontakt z Główną Składnicą Uzbrojenia nr 2 w Stawach k/Dęblina i uzyskał dla pułku 24 ckm i 6 armat ppanc. oraz spory zapas amunicji. Broń i amunicja została dowieziona autobusami i ciężarówkami na pozycje obronne pułku. Pułk był chwilowo w odwodzie Grupy płk. dypl. Kazimierza Glabisza.      

#### Walki o Radom i Kielce
5 września rano po marszu pułk zajął stanowiska obronne; na lewo od szosy Radom-Kielce batalion I (64 pp), na prawo od niej batalion II (65 pp), w odwodzie batalion III (66 pp). 6 września ok. godz. 10.30 pododdziały I rzutowych batalionów weszły w styczność bojową  oddziałami niemieckimi. Po częściowym przełamaniu obrony 93 pułku piechoty bataliony II i później I wykonały kontratak na oddziały niemieckiej 2 Dywizji Lekkiej. Oba bataliony poniosły ciężkie straty. Walki obronne na pozycji odwodowej pułku w rejonie Kajetanowa prowadził III batalion pułku, również poniósł wysokie straty. W pobliżu miejscowości Gózd i kamieniołomów koło Zagnańska III batalion o godz.17.00 kontratakował na oddziały niemieckiej 2 D Lek. zadając jej straty. W wyniku walk zdobyto wiele broni strzeleckiej, uszkodzono również 4 czołgi i 1 samochód pancerny. Żołnierze batalionu podczas walk zmagali się także z pożarem lasu, gdzie walczyli. W czasie walki zdezerterowali z batalionu wszyscy żołnierze narodowości niemieckiej. Batalion 66 pp prowadził działania opóźniające na szosie Kielce-Suchedniów. Doszło do odłączenia się kilkudziesięciu żołnierzy, którzy oddalili się w celu poszukiwania pożywienia. Rano 7 września zajął stanowiska obronne w rejonie Osełkowa po zachodniej stronie szosy. W godz.13-15. 00 batalion odparł natarcie piechoty niemieckiej wspartej kilkoma czołgami i silnym ogniem artylerii. Po godz. 17.00 batalion wycofał się za rzekę Kamienną w kierunku Kleszczyna i Parszowa. W rejon Parszowa batalion dotarł około północy z 7/8 września. Tam zarządzono odpoczynek, nakarmiono żołnierzy i przeprowadzono reorganizację pułku ppłk. Tadeusza Knoppa. Z uwagi na niski stan osobowy pułku ok. 600 żołnierzy, sformowano z niego batalion zbiorczy. 8 września w godzinach popołudniowych batalion zbiorczy ppłk. Knoppa przemieścił się do rejonu leśniczówki Jasieniec. W tym rejonie podczas odpoczynku doszło do potyczki z niemieckim patrolem pancernym. Tego dnia batalion pomorski OZ 16 DP, wraz z pozostałymi dwoma z Podgrupy Radom dołączyły do 12 Dywizji Piechoty gen. bryg. Gustawa Paszkiewicza. Batalion zbiorczy OZ 16 DP znalazł się w kolumnie marszowej z taborami 12 DP. W trakcie dalszego marszu w nocy 8/9 września pod wsią Stare Maziarze, natknięto się na niemieckie stanowiska obronne. Doszło do walki ogniowej batalionu z niemiecką obsadą wsi, o świcie 9 września wyczerpała się amunicja strzelecka i do armat ppanc. Gdy na przedpolu batalionu pojawiły się niemieckie pojazdy pancerne, prawdopodobnie na rozkaz ppłk. Tadeusza Knoppa doszło do rozproszenia resztek batalionu na grupki, które miały kierować się w kierunku Ostrowca Świętokrzyskiego lub za Wisłę. Był to kres istnienia resztek batalionu.     
Obsada batalionu bojowego III (66 pp) w składzie improwizowanego pułku OZ 16 DP
- dowódca batalionu - mjr Tadeusz Gontarski
- dowódca 7 kompanii strzeleckiej - ppor. rez. Tadeusz Szpilczyński[26]
- dowódca 8 kompanii strzeleckiej - por. Jan Sieroń
- dowódca 9 kompanii strzeleckiej - por. Tadeusz Nowakowski
- dowódca 3 kompanii ckm - kpt. Stanisław Markowski

| Obsada dowódcza i struktura organizacyjna we wrześniu 1939 | Obsada dowódcza i struktura organizacyjna we wrześniu 1939                                          |
| Stanowisko                                                 | Stopień, imię i nazwisko                                                                            |
| Dowództwo                                                  | Dowództwo                                                                                           |
| ---------------------------------------------------------- | --------------------------------------------------------------------------------------------------- |
| dowódca pułku                                              | płk Stefan III Michalski                                                                            |
| I adiutant                                                 | kpt. Jan Pawłowski                                                                                  |
| II adiutant                                                | por. Zygmunt Chrzanowski                                                                            |
| oficer informacyjny                                        | ppor. Bolesław Rusinowski                                                                           |
| oficer łączności                                           | por. Leon Flieger                                                                                   |
| kwatermistrz                                               | kpt. Władysław Stefanowicz                                                                          |
| oficer płatnik                                             | NN                                                                                                  |
| oficer żywnościowy                                         | por. Bolesław Tkaczyk                                                                               |
| naczelny lekarz                                            | mjr lek. dr Jan Durko                                                                               |
| kapelan                                                    | kap. ks. Jan Tołpa                                                                                  |
| I batalion                                                 | |
| dowódca I batalionu                                        | mjr Andrzej Burnatowski (do 1 IX 1939) kpt. Zygmunt Kowalski (do 12 IX 1939) kpt. Stefan Leontowicz |
| adiutant batalionu                                         | ppor. Bazyli Rumierz por. Marcin Ciężkowski                                                         |
| dowódca plutonu łączności                                  | por. Janusz Sławiński ppor. rez. Józefowicz                                                         |
| dowódca 1 kompanii strzeleckiej                            | kpt. Kazimierz Stanek                                                                               |
| dowódca 2 kompanii strzeleckiej                            | por. Jan Kazimierz Szymulski(† do 14 IX 1939) por. Jan Szymański                                    |
| dowódca 3 kompanii strzeleckiej                            | por. rez. Antoni Mąka                                                                               |
| dowódca 1 kompanii ckm                                     | kpt. Zygmunt Kowalski                                                                               |
| II batalion                                                | |
| dowódca II batalionu                                       | mjr Stanisław Deduchowski †14 IX Zabostów kpt. Jan Pawłowski                                        |
| adiutant batalionu                                         | ppor. Hołoga por. Paweł Lesiński                                                                    |
| dowódca plutonu łączności                                  | por. Leon Rindwelski plut. Stanisław Goral                                                          |
| dowódca 4 kompanii strzeleckiej                            | kpt. Jan Markowski († do 14 IX 1939)                                                                |
| dowódca 5 kompanii strzeleckiej                            | por. Jan Piotr Momola                                                                               |
| dowódca 6 kompanii strzeleckiej                            | por. Eugeniusz Rykowski († do 14 IX 1939) ppor. Tadeusz Galik                                       |
| dowódca 2 kompanii ckm                                     | kpt. Aleksander Buziuk († do 3 IX 1939) ppor. Leon Wanta                                            |
| III batalion                                               | |
| dowódca III batalionu                                      | mjr Franciszek Kwaśnik                                                                              |
| adiutant batalionu                                         | ppor. Władysław Pawłowski                                                                           |
| dowódca plutonu łączności                                  | ppor. Henryk Podwilski                                                                              |
| dowódca 7 kompanii strzeleckiej                            | por. rez. Jerzy Piszcz por. Stefan Majewski                                                         |
| dowódca 8 kompanii strzeleckiej                            | por. rez. Ignacy Pierzyński (do 14 IX 1939) ppor. Paweł Pintcher (†14 IX 1939)                      |
| dowódca 9 kompanii strzeleckiej                            | kpt. Antoni Kowalewski                                                                              |
| dowódca 3 kompanii ckm                                     | por. Jan Józef Pleń                                                                                 |
| Pododdziały specjalne                                      | |
| dowódca kompanii przeciwpancernej                          | por. Franciszek Szymczak                                                                            |
| dowódca plutonu artylerii piechoty                         | kpt. Tomasz Magierło (do 4 IX 1939) por. art. Paulin Ignatowicz                                     |
| dowódca kompanii zwiadowców                                | kpt. Władysław Wysocki                                                                              |
| dowódca plutonu łączności                                  | NN                                                                                                  |
| dowódca plutonu pionierów                                  | por. Tadeusz Koenig                                                                                 |
| dowódca plutonu przeciwgazowego                            | ppor. rez. Tadeusz Ławicki                                                                          |

## Symbole pułku
Sztandar

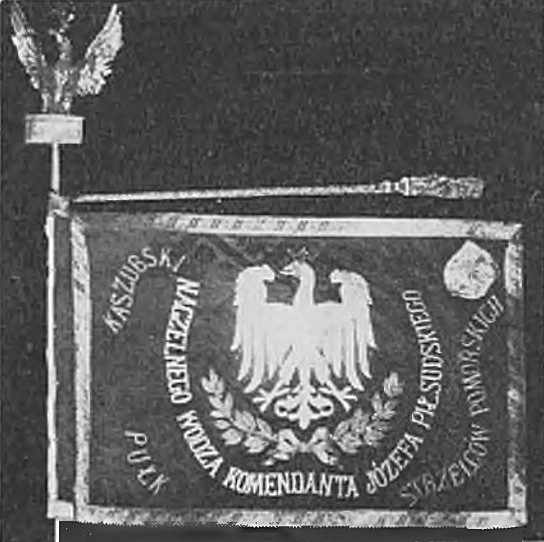
Sztandar 66 pułku piechoty

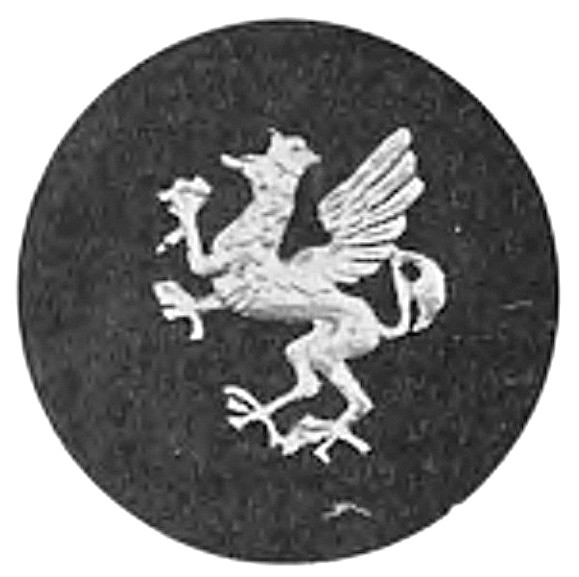
Odznaka 66 pp noszona na kołnierzu

22 września 1929 roku, w Grudziądzu, generał dywizji Mieczysław Norwid-Neugebauer wręczył pułkowi chorągiew ufundowaną przez szefa - Pierwszego Marszałka Polski Józefa Piłsudskiego. Chorągiew wykonana została zgodnie z wzorem określonym w Ustawie z dnia 1 sierpnia 1919 roku o godle i barwach Rzeczypospolitej Polskiej, a 8 października 1929 roku Prezydent RP Ignacy Mościcki zatwierdził wzór lewej strony płachty chorągwi 66 pp. Od 28 stycznia 1938 roku chorągiew pułkowa zaczęła być oficjalnie nazywana sztandarem. Obecnie sztandar znajduje się w Muzeum Wojska Polskiego w Warszawie.
Odznaka pamiątkowa
15 września 1925 roku Minister Spraw Wojskowych generał dywizji Władysław Sikorski zatwierdził odznakę pamiątkową 66 Pułku Piechoty. Odznaka ma kształt ośmiokątnej tarczy z czarnym gryfem kaszubskim na żółtym tle. W otoku granatowym napis „NIGDE DO ZGUBE NIE PRZYŃDĄ KASZUBE” połączone z czterema powtórzonymi numerami pułkowymi „66” układającymi się w ramiona krzyża, między które wplecione są inicjały Józefa Piłsudskiego „JP”. Oficerska - dwuczęściowa, wykonana w srebrze, emaliowana. Na rewersie próba srebra i imiennik grawera WG.

## Żołnierze pułku
Dowódcy pułku
- por. Leon Kowalski (od 8 X 1919)
- płk piech. Czesław Jarnuszkiewicz (4 V 1920 – III 1927 → dowódca piechoty dywizyjnej 16 DP[54])
- płk dypl. piech. Adam Brzechwa-Ajdukiewicz (III 1927[55] – VIII 1931 → dowódca piechoty dywizyjnej 28 DP[56])
- ppłk / płk dypl. piech. Leon Koc (VIII 1931[57] – XI 1935 → szef WINO)
- ppłk / płk piech. Stefan III Michalski (VII 1935[58] – 18 IX 1939)

Zastępcy dowódcy pułku
- ppłk piech. Stanisław Oziewicz (VII 1922 – III 1927[55])
- mjr / ppłk piech. Stanisław Waradzyn (V 1927[60] – III 1932)
- ppłk dypl. piech. Franciszek Pokorny (III 1932[61] – VII 1937 → dowódca 54 pp)
- ppłk piech. Józef Popek (do VIII 1939 → dowódca 209 pp)

II zastępca (kwatermistrz)
- mjr piech. Tadeusz Stanisław Gontarski[62] (XI 1934[63] – 1939)

### Żołnierze 66 pułku piechoty – ofiary zbrodni katyńskiej
Biogramy ofiar zbrodni katyńskiej znajdują się między innymi w bazach udostępnionych przez Ministerstwo Kultury i Dziedzictwa Narodowego oraz Muzeum Katyńskie.
| Nazwisko i imię       | stopień    | zawód             | miejsce pracy przed mobilizacją | zamordowany |
| --------------------- | ---------- | ----------------- | ------------------------------- | ----------- |
| Gabrych Alojzy        | ppor. rez. | nauczyciel        | szkoła w Lesznie Wlkp.          | Katyń       |
| Kowalski Mirosław     | ppor. rez. | urzędnik          | Stocznia MW w Gdyni             | Katyń       |
| Majewski Jan          | chor. rez. | rolnik            | dzierżawca maj. Rusinowe Ber.   | ULK         |
| Nierzwicki Mieczysław | ppor. rez. | księgowy          | „Przechowo-Młyny i Tartaki” SA  | Katyń       |
| Piechowski Konrad     | ppor. rez. |                   |                                 | Charków     |
| Poraziński Leon       | ppor. rez. | nauczyciel        |                                 | Katyń       |
| Przytuła Paweł        | ppor. rez. | nauczyciel        | kier. szkoły w Gowidlinie       | Charków     |
| Rykowski Eugeniusz    | porucznik  | żołnierz zawodowy | dowódca 6/66 pp                 | Katyń       |
| Skorowski Józef       | ppor. rez. | nauczyciel        | szkoła w Tuchlinie              | Katyń       |
| Stasiak Stanisław     | ppor. rez. | nauczyciel        | szkoła w Aleksandrowie          | Charków     |